# دیپلم اسپانیایی به عنوان زبان خارجی
دیپلم اسپانیایی به عنوان زبان خارجی (به اسپانیایی: Diplomas de Español como Lengua Extranjera) یا به‌صورت کوتاه شده DELE یک گواهی مدرک زبان اسپانیایی است که از طرف مؤسسه سروانتس (Instituto Cervantes) بو وزارت آموزش و پرورش اسپانیا صادر می‌گردد. 
در ایران آزمون دله توسط کانون زبان برگزار می‌گردد.

## مقاطع آزمون DELE
آزمون DELE بر اساس چارچوب اروپایی مشترک مرجع برای زبان‌ها در ۶ سطح A1, A2, B1, B2, C1, C2 برگزار می‌گردد. قبولی در هر سطح نیازمند کسب ۶۰ نمره از ۱۰۰ نمرهٔ آزمون می‌باشد.
اعتبار این مدرک همیشگی است و مانند آیلتس یا تافل پس از گذشت چند سال منقضی نمی شود.

## مهارت‌های آزمون DELE
در این آزمون هر چهار مهارت لازم برای یادگیری زبان (مهارت گفتاری، مهارت شنیداری، مهارت نوشتاری، مهارت روخوانی و درک مطلب) سنجیده می شود. 